# Daorung Chuvatana
Daorung Chuvatana est un boxeur thaïlandais né le 1er avril 1969 à Uttaradit.

## Carrière
Passé professionnel en 1985, il devient champion de Thaïlande des poids mouches en 1988 et des poids coqs en 1989 puis champion d'Asie OPBF de la catégorie entre 1989 et 1992. Le 16 juillet 1994, il s'empare de la ceinture de champion du monde des poids coqs WBA après sa victoire dès le premier round contre l'américain John Michael Johnson. Battu lors de sa 3e défense par Veeraphol Sahaprom le 17 septembre 1995, il redevient champion WBA le 27 octobre 1996 en battant Nana Konadu mais s'incline lors du combat revanche le 21 juin 1997. 